# Vayvaylı
Vayvaylı ist ein Ortsteil (Mahalle) im Landkreis Yüreğir der türkischen Provinz Adana mit 270 Einwohnern (Stand: Ende 2024). Im Jahr 2011 hatte der Ort 260 Einwohner.